# اچ‌ام‌اس اکسموس (۱۸۵۴)
اچ‌ام‌اس اکسموس (۱۸۵۴) (به انگلیسی: HMS Exmouth (1854)) یک کشتی بود که طول آن ۲۴۳ فوت (۷۴ متر) بود. این کشتی در سال ۱۸۵۴ ساخته شد.